# S.E.S. (S.E.S.의 음반)
《I'm Your Girl》(아임 유어 걸)은 1997년에 발매된 대한민국의 3인조 걸 그룹 S.E.S.의 대한민국 정규 1집 음반이다.

## 설명
- 초판은 킹레코드에서 발매되었고 재판부터는 신나라뮤직에서 발매되었다.
- 60만장이 넘는 판매고를 올리며 여성 가수 및 신인 가수로는 유일하게 1998년 연간 음반 판매량 10위 안에 들었다.[1]
- 2번 수록곡 〈Oh, My Love〉는 이장우 2집에 수록된 노래 〈널 만난 이후〉를 리메이크한 곡이다. 앨범 발매 당시에는 리메이크 사실이 알려지지 않아서 표절 시비에 휘말린 사건이 있었다.[2]
- 이음반이 S.E.S.의 데뷔음반이다.

## 수록곡
| #             | 제목                       | 작사          | 작곡          | 편곡          | 재생 시간 |
| ------------- | -------------------------- | ------------- | ------------- | ------------- | --------- |
| 1.            | 〈('Cause) I'm Your Girl〉 | 유영진        | 유영진        | 유영진        | 3:45      |
| 2.            | 〈Oh, My Love〉            | 최수정        | 최수정        | 최수정        | 3:33      |
| 3.            | 〈Nonsense〉               | 김유라        | 김유라        | 이흥열        | 3:55      |
| 4.            | 〈Dejavu〉                 | 김유라        | 김유라        | 이흥열        | 3:44      |
| 5.            | 〈Good-Bye〉               | 김유라        | 김유라        | 이흥열        | 4:07      |
| 6.            | 〈완전한 이유〉            | 유영진        | 유영진        | 유영진        | 4:34      |
| 7.            | 〈친구〉                   | 최수정        | 최수정        | 최수정        | 4:33      |
| 8.            | 〈Rock`n 나라〉            | 최수정        | 최수정        | 최수정        | 3:52      |
| 9.            | 〈오늘이 지나면〉          | 김유라        | 김유라        | 이흥열        | 4:28      |
| 10.           | 〈그대의 향기〉            | 이수만        | 김성수        | 유영진        | 4:26      |
| 총 재생 시간: | 총 재생 시간:              | 총 재생 시간: | 총 재생 시간: | 총 재생 시간: | 38:57     |

## 가요 프로그램 순위
I'm Your Girl
KBS 《가요톱10》
- 1998년 1월 1주 27위
- 1998년 1월 2주 6위
- 1998년 1월 3주 4위
- 1998년 1월 4주 3위
- 1998년 2월 1주 3위
- 1998년 2월 2주 4위 (마지막 방송)

MBC 《인기가요 BEST 50》
- 1998년 1월 1주 9위
- 1998년 1월 2주 5위
- 1998년 1월 3주 2위(폐지)

MBC 《젊은 그대》
- 1998년 1월 4주 3위
- 1998년 2월 1주 4위
- 1998년 2월 3주 1위 (1주)
- 1998년 2월 4주 1위 (2주 연속)
- 1998년 3월 1주 결방
- 1998년 3월 2주 3위
- 1998년 3월 3주 2위
- 1998년 3월 4주 3위

SBS《생방송 TV 가요 20》
- 1997년 12월 1주 50위
- 1997년 12월 2주 41위
- 1997년 12월 3주 29위
- 1997년 12월 4주특별방송연말결산
- 1998년 1월 1주 10위
- 1998년 1월 2주 5위
- 1998년 1월 3주 2위
- 1998년 1월 4주 3위

SBS 《인기가요》
- 1998년 2월 1주 2위
- 1998년 2월 2주 2위
- 1998년 2월 3주 2위
- 1998년 2월 4주 1위
- 1998년 3월 1주 1위 (2주 연속)
- 1998년 3월 2주 2위
- 1998년 3월 3주 3위

KMTV 《쇼!뮤직탱크》
- 1997년 12월 3주 10위
- 1997년 12월 4주 8위
- 1998년 1월 1주 6위
- 1998년 1월 2주 5위
- 1998년 1월 3주 1위
- 1998년 1월 4주 1위 (2주 연속)
- 1998년 1월 5주 1위 (3주 연속)
- 1998년 2월 1주 1위 (4주 연속)
- 1998년 2월 2주 1위 (5주 연속)
- 1998년 2월 3주 2위
- 1998년 3월 3주 3위

KMTV 《결정! 인기가요 43》
- 1998년 1월 1째주 20위
- 1998년 1월 2째주 11위
- 1998년 1월 3째주 5위
- 1998년 1월 4째주 3위

m.net 《가요베스트27》
- 1998년 1월 2주 7위
- 1998년 1월 3주 3위
- 1998년 3월 2주 5위
- 1998년 3월 3주 4위
- 1998년 5월 2주 4위

Oh, My Love
MBC 《젊은 그대》
- 1998년 4월 1주 2위
- 1998년 4월 2주 2위
- 1998년 4월 3주 ?위 (폐지)

SBS 《인기가요》
- 1998년 3월 4주 4위
- 1998년 3월 5주 2위
- 1998년 4월 1주 2위
- 1998년 4월 2주 1위
- 1998년 4월 3주 2위
- 1998년 4월 4주 3위
- 1998년 5월 1주 2위
- 1998년 5월 2주 3위
- 1998년 5월 3주 6위
- 1998년 5월 4주 7위
- 1998년 6월 1주 6위
- 1998년 6월 2주 9위

KMTV 《결정인기가요 43》
- 1998년 4월 1주 2위
- 1998년 4월 4주 1위
- 1998년 5월 1주 2위

KMTV 《쇼!뮤직탱크》
- 1998년 3월 3주 7위
- 1998년 4월 3주 1위
- 1998년 4월 4주 1위 (2주 연속)
- 1998년 5월 1주 2위
- 1998년 5월 2주 5위
- 1998년 5월 3주 9위
- 1998년 5월 4주 7위

m.net 《가요베스트27》
- 1998년 4월 3주 05위
- 1998년 4월 4주 04위

《뮤직박스》
- 1998년 7월 2주 39위 (28주)
- 1998년 7월 3주 42위 (29주)
- 1998년 7월 4주 47위 (30주)
- 1998년 8월 1주 48위 (31주)

## 수상

### 지상파
| 연도            | 날짜     | 방송사 | 프로그램 | 수상 | 비고              | 결과 | 출처  | 노래                              | 앨범              |
| --------------- | -------- | ------ | -------- | ---- | ----------------- | ---- | ----- | --------------------------------- | ----------------- |
| 1998년 (총 5회) | 2월 21일 | MBC    | 젊은그대 | 1위  | 통산 1주          | 수상 | [ 6 ] | 타이틀 《I'm Your Girl》 (총 4회) | 정규 1집 (총 5회) |
| 1998년 (총 5회) | 2월 22일 | SBS    | 인기가요 | 1위  | 통산 1주          | 수상 |       | 타이틀 《I'm Your Girl》 (총 4회) | 정규 1집 (총 5회) |
| 1998년 (총 5회) | 2월 28일 | MBC    | 젊은그대 | 1위  | 통산 1주 연속 2주 | 수상 | [ 7 ] | 타이틀 《I'm Your Girl》 (총 4회) | 정규 1집 (총 5회) |
| 1998년 (총 5회) | 3월 1일  | SBS    | 인기가요 | 1위  | 통산 1주 연속 2주 | 수상 |       | 타이틀 《I'm Your Girl》 (총 4회) | 정규 1집 (총 5회) |
| 1998년 (총 5회) | 4월 12일 | SBS    | 인기가요 | 1위  | 통산 1주          | 수상 |       | 후속 《Oh My Love》 (총 1회)      | 정규 1집 (총 5회) |